# Музейно-выставочный комплекс Уральского федерального университета
Музейно-выставочный комплекс Уральского федерального университета — университетский музей Уральского федерального университета, созданного слиянием музеев  Уральского государственного университета и Уральского политехнического института. Располагается в корпусе Уральского федерального университета на ул. Мира, 19.
Существующая концепция музейно-выставочного комплекса — «Дорога в будущее».

## История
В середине 1960-х годов практически одновременно в Уральском государственном университете и Уральском политехническом институте были созданы музеи истории вузов.
В экспозициях музеев были представлены материалы, посвящённые факультетам, кафедрам, научным школам, существовавшим в УПИ и в УрГУ.
Основу коллекций представляли фотографии и документы учёных, преподавателей, сотрудников, студентов.
В экспозициях были представлены материалы о победах спортивных команд, о деятельности различных творческих коллективов, общественной жизни студентов.
В 2006 г. после реконструкции в музее появились новый выставочный зал, помещение для хранения фондов музея и кабинет сотрудников. Благодаря этому, увеличилось количество проводимых музеем выставок, приуроченных к знаменательным датам и событиям в жизни вуза, выставок, связанных с именами выдающихся выпускников, преподавателей и сотрудников, чья биография в разные годы была тесно связана с университетом, а также различных художественных выставок из частных коллекций.
В 2011 году музейно-выставочный комплекс и музей истории госуниверситета объединились: число выставочных экспонатов значительно возросло.
В первоначальном объединённом виде Экспозиция исторического зала музея состояла из следующих разделов: «Основание университета», «История института в 1920—1930 гг.», «Факультеты, организованные в 1920—1930 гг.», «Репрессии в УПИ», «Великая Отечественная война и УПИ», «Факультеты, организованные после 1945 г.», «Спортивная жизнь вуза», «Внеучебная работа со студентами», «Международные связи университета», «Юбилеи и юбилейные выпуски», «Ректорский корпус УПИ».
Концепция музейно-выставочного комплекса под названием «Дорога в будущее» впервые представлена в 2014 году. Помещение в главном учебном корпусе, где много лет располагался музей УГТУ-УПИ, подлежало кардинальной реконструкции: новые стены, оборудование, принципы представления экспонатов.
19 октября 2016 состоялось открытие обновлённого, оснащённого современным мультимедийным оборудованием музея.
В 2019 году на II Всероссийском конкурсе «Корпоративный музей» в номинации «Лучший корпоративный музей» диплом III степени получил музейно-выставочный комплекс Уральского федерального университета.
1 октября 2020 запущен портал онлайн-музея и виртуального университета.

## Здание
Музей располагается в главном учебном корпусе УрФУ, здание которого является памятником архитектуры федерального значения. Оно построено в 1929—1940 гг. по проекту архитекторов С. Е. Чернышёва, Г. Я. Вольфензона, А. П. Уткина, К. Т. Бабыкина.

## Основные коллекции
Коллекция музея насчитывает несколько сотен предметов вещественного фонда. В основном это подарки университету, самые ранние из них относятся к 1938 г. Среди них есть скульптурные композиции, выполненные из поделочных камней, дерева, гипса, металла. Сувениры, подаренные Государственной Думой РФ, Президентом России Б. Н. Ельциным и иностранными делегациями. Также в вещественном фонде хранятся коллекция знамён, коллекция нумизматики, предметы быта и интерьера XIX-XX вв., модели техники и многое другое.
Среди коллекций музея основную часть составляет фотофонд. В музее несколько тысяч негативов и несколько десятков тысяч позитивов — портреты основателей и ведущих учёных, известных выпускников, изображения институтского городка, фотографии рассказывающие о студенческой жизни и жизни вуза начиная с 1920 г. и до сегодняшнего дня.
Среди архива личных дел особый интерес представляют материалы о деятельности «отца русской металлургии» В. Е. Грум-Гржимайло, металлургов А. А. Барабошкина, И. А. Соколова, А. Ф. Головина, химиков И. Я. Постовского, З. В. Пушкарёвой, С. Г. Мокрушина, архитектора К. Т. Бабыкина, основателя уральской школы иностранных языков О. М. Весёлкиной, о Б. Н. Ельцине, Н. И. Рыжкове и других известных выпускниках. Большой материал собран о Героях Советского союза — студентах и выпускниках УИИ-УПИ.
В коллекции имеется более 500 предметов нумизматики — выпускавшиеся в честь юбилеев промышленных предприятий и обществ памятные медали, знаки иностранных научных обществ, ордена и медали ведущих уральских учёных.

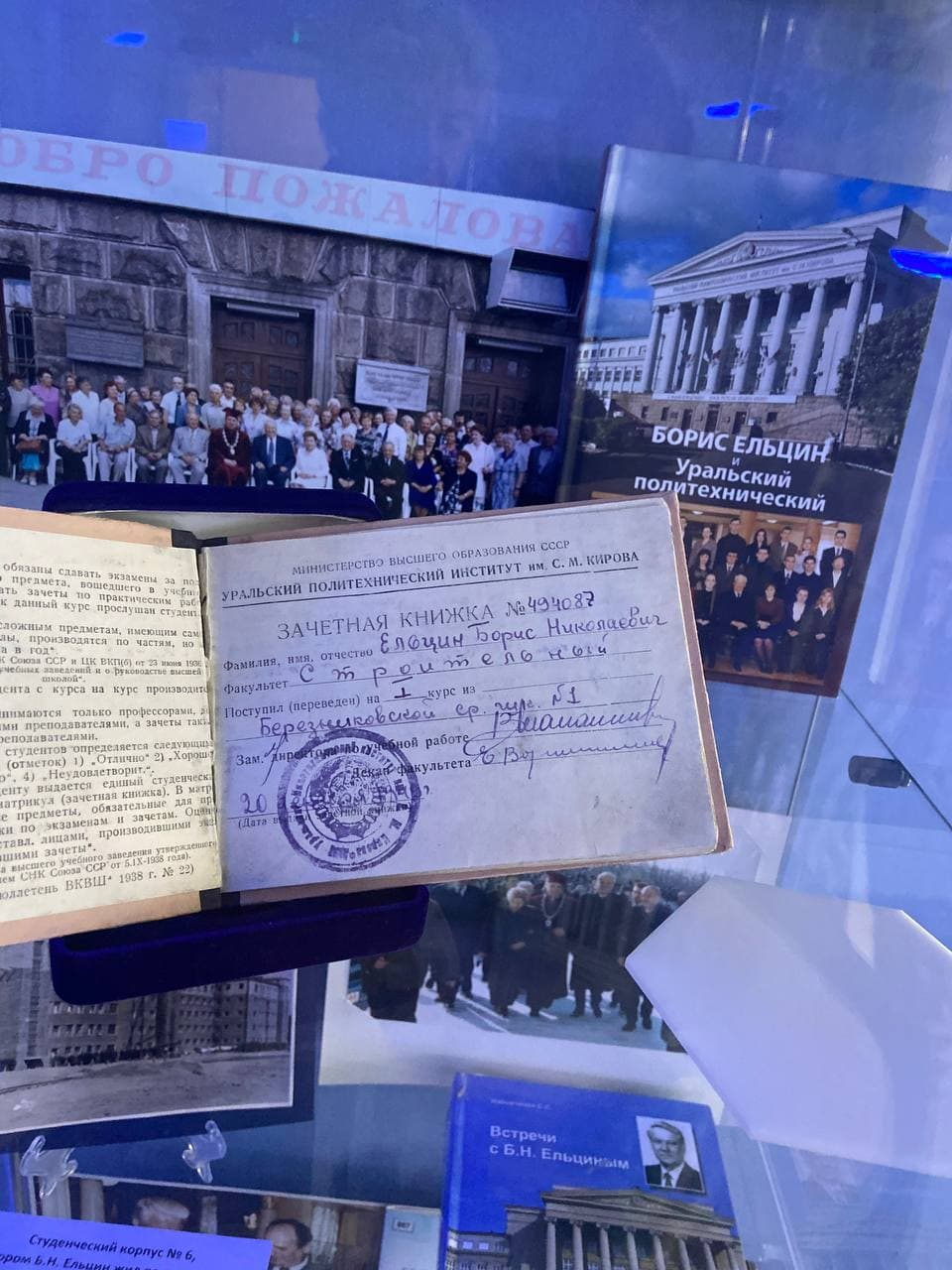
Зачётная книжка Б. Н. Ельцина

Основой художественной коллекции стал фонд видного зодчего советского авангарда 1920—1930 гг. П. И. Лантратова. В его составе помимо чертежей, фото и документов собрано более 600 произведений графики 1910—1980 гг. (эскизы театральных костюмов, портреты и домашние зарисовки).
В библиотеке музея собрано более 650 экземпляров книг, среди которых книги, подаренные известными выпускниками, сотрудниками и студентами университета.
В музее хранится почти полный комплект газеты «За индустриальные кадры» (несколько тысяч номеров), выпускаемой с 1934 г.
В музее представлены материалы о гибели группы Дятлова.

## Экспозиция
Исторический зал музея расположен в бывшем спортивном зале, где в первой половине 1950-х гг. занимался волейболом Б. Н. Ельцин. На площади 150 квадратных метров расположено более 70 витрин и стендов, знакомящих с историей крупнейшего вуза Урала.
Исторический зал разделён на несколько зон, в каждой из которых своя тематика: «Основание университета», «История института в 1920—1930 гг.», «Репрессии в УПИ», «Великая Отечественная война и УПИ», «Спортивная жизнь вуза», «Юбилеи и юбилейные выпуски», «Внеучебная работа со студентами», «Международные связи университета» и другие.
В экспозиции представлены коллекции различных архивов личных дел людей, которые были связаны с учебным заведением, художественная коллекция, фотографии и книги.

## Галерея

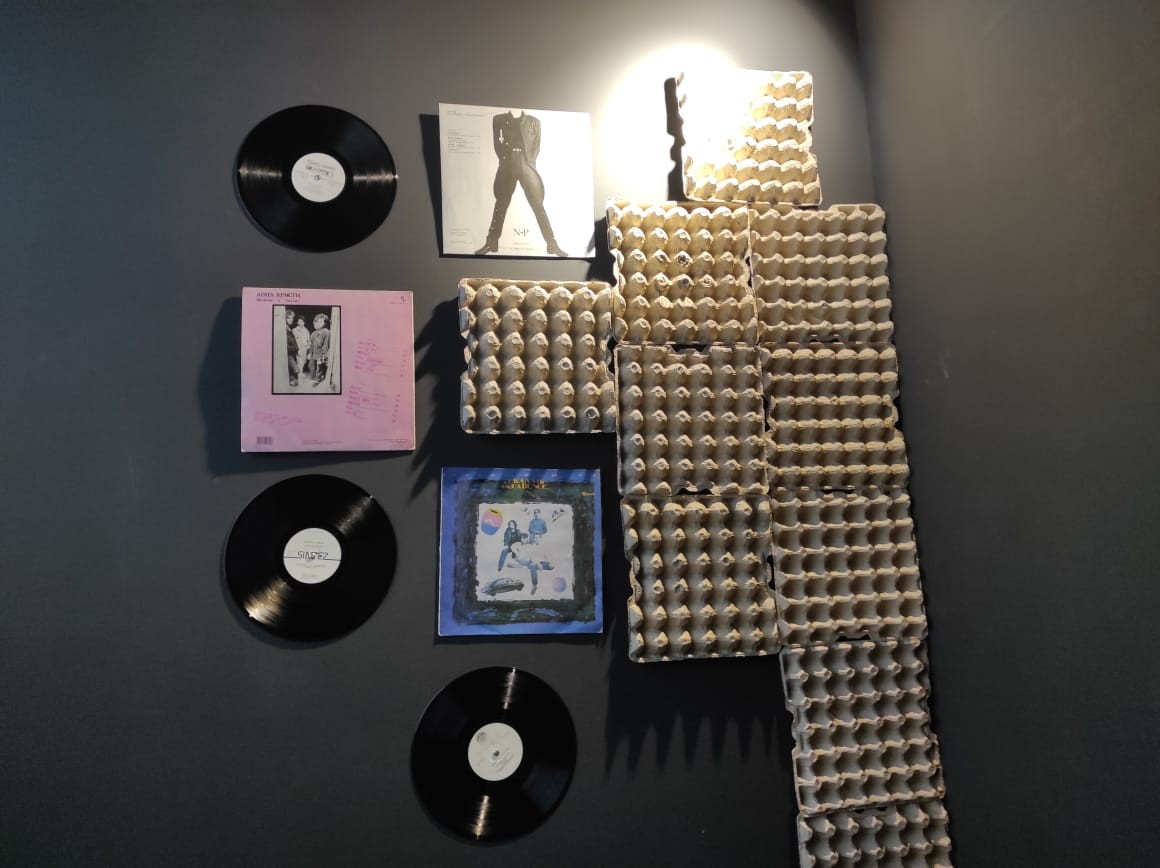
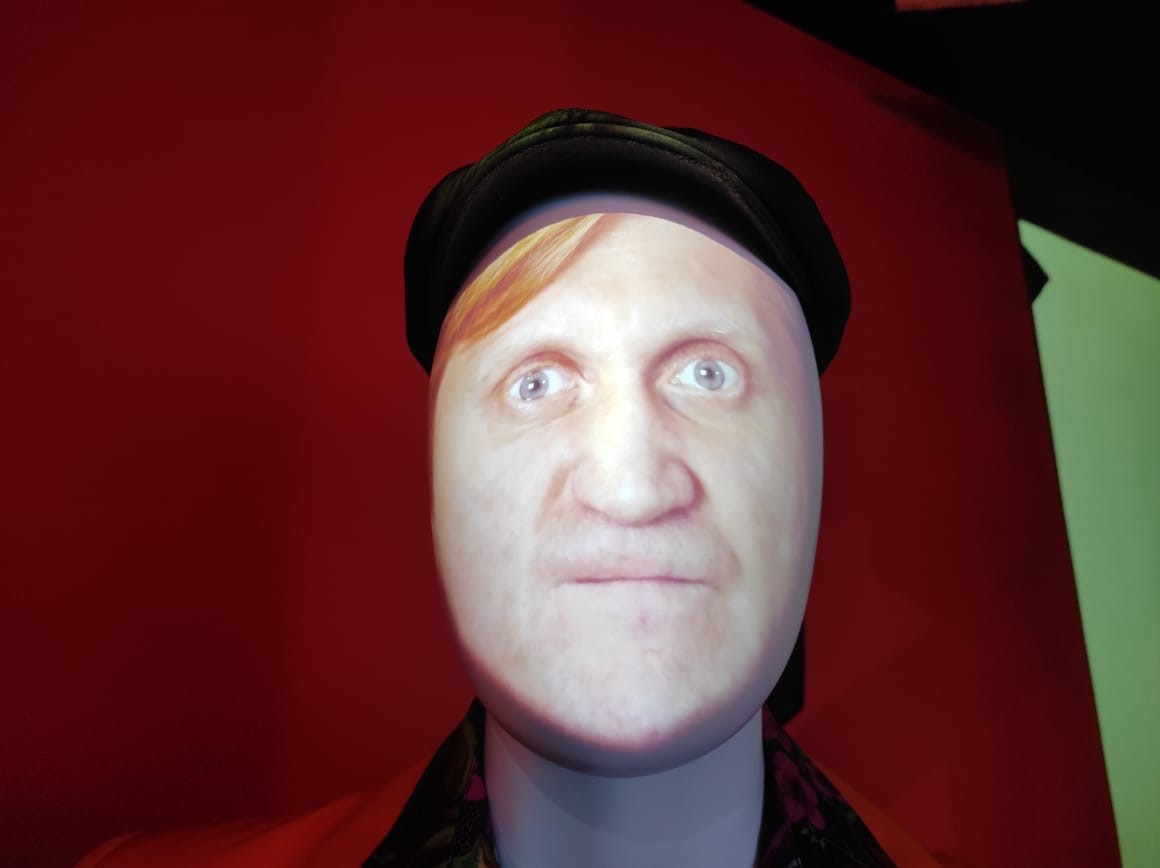
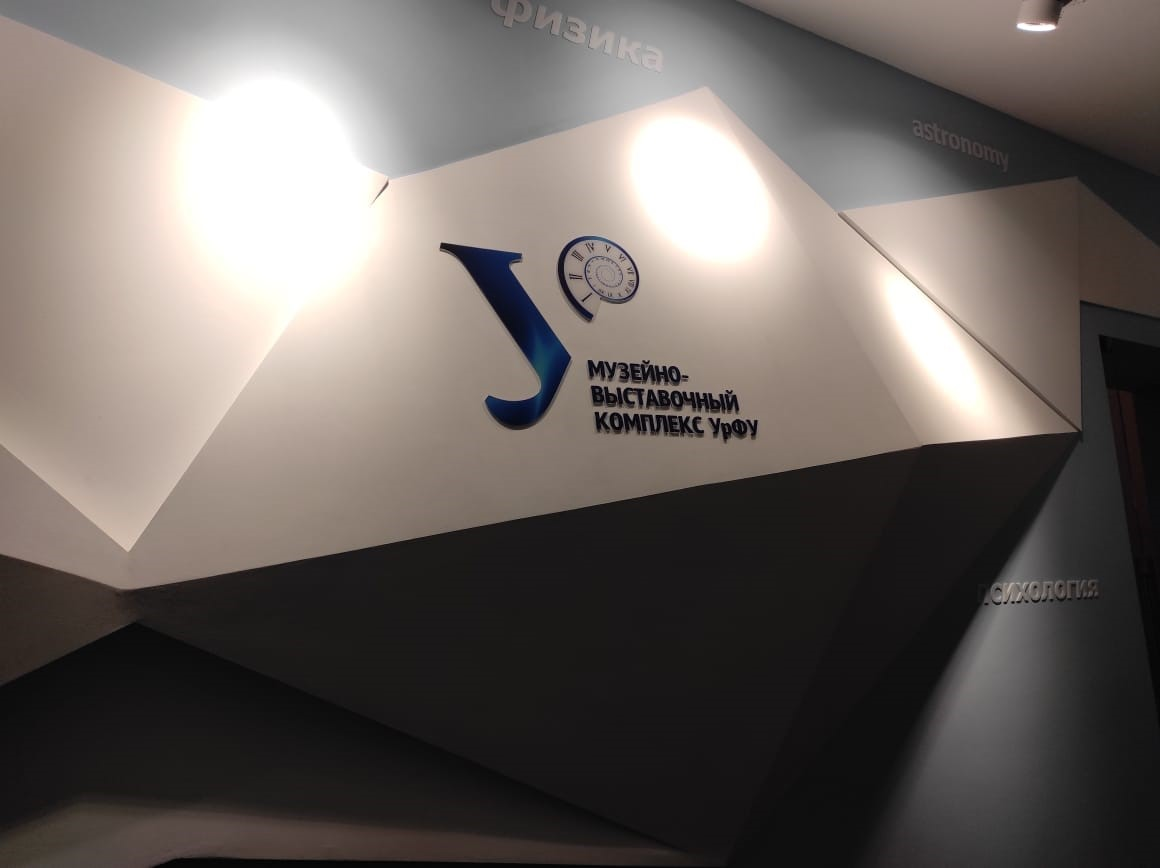
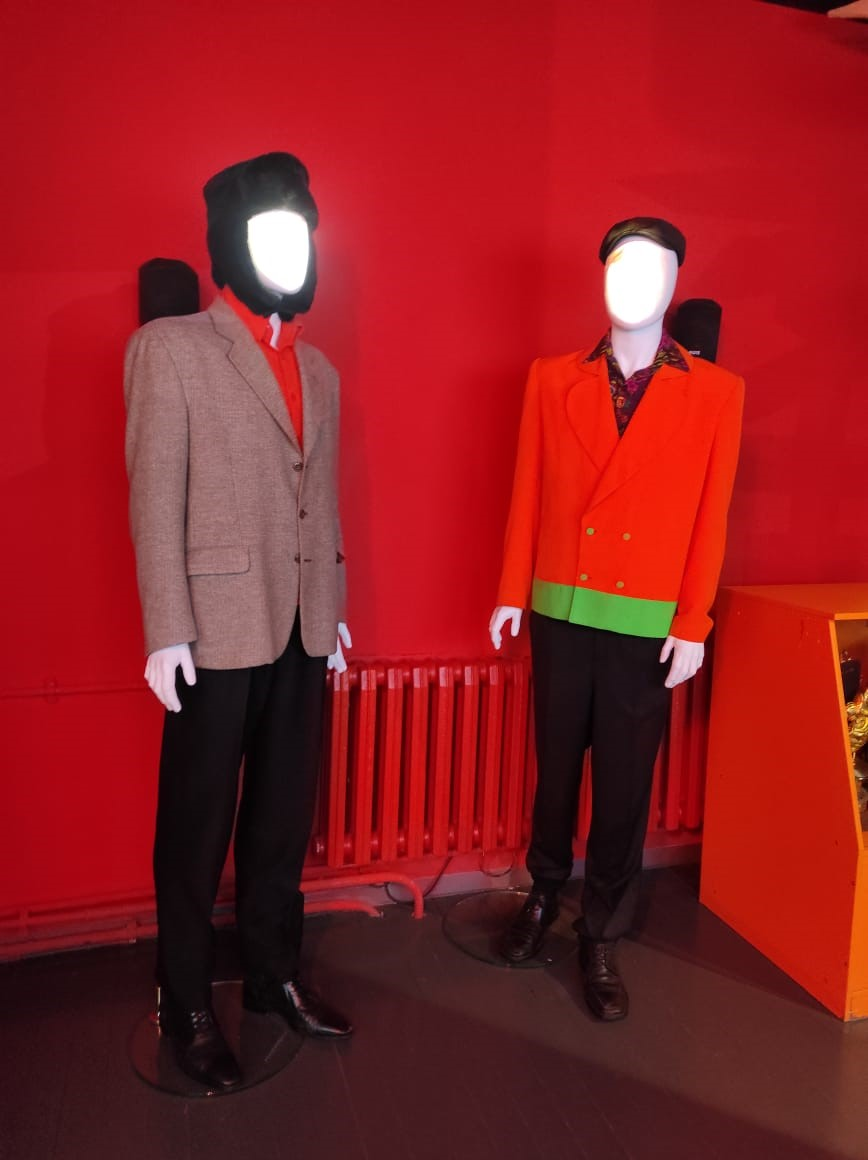